# 杨锐 (主持人)
杨锐（1963年5月2日—），吉林省吉林市人，毕业于上海外国语大学和英国威尔士大学，原中国中央电视台节目主持人。

## 生平
1963年，杨锐出生在吉林省吉林市。幼年在黑龙江省牡丹江市接受中小学教育。1979年5月转学至江苏省南通市第一中学。1980年，杨锐考入上海外国语大学，主修英美文学和国际新闻。1986年毕业，获双学士学位。
1986年至1988年间，任中央人民广播电台国际部编辑。1988年至1993年间，任中国中央电视台对外部《英语新闻》记者、制片人和播音员。1993年，杨锐到英国威尔士大学留学，主修传媒与政治，获硕士学位。1994年至1999年间，任中国中央电视台海外中心英语播音员，是中国中央电视台英语频道创办人之一。1999年起任中央电视台英语频道节目主持人兼制片人。
2013年10月30日，华东师范大学授予其“华东师范大学荣誉教授”。
2020年5月8日，杨锐宣布正式加盟钛媒体并出任“钛媒体国际”合伙人。 

## 作品
- 《焦点》
- 《英语新闻》
- 《中国报道》
- 《今日中国》
- 《对话》